# Imágenes en acción
Imágenes en Acción es el nombre de la décima novela de Mundodisco de Terry Pratchett, publicada originalmente en 1990. El libro transcurre en Ankh-Morpork y en una ciudad llamada "Holy Wood" (literalmente "bosque santo", aunque se trate de una parodia de Hollywood). El libro trata el mundo cinematográfico y sus problemas.
Se trata de una novela independiente, no adscrita a ninguno de los arcos argumentales de la serie del Mundodisco, aunque los magos tienen algún protagonismo en ella.

## Sinopsis
En un lugar solitario, un sacerdote, último de una línea de guardianes, muere sin haber legado su tarea a nadie.
En Ankh-Morpork, algunos miembros del Gremio de Alquimistas de Ankh-Morpork, descubren accidentalmente el proceso para mostrar imágenes en movimiento (un símil de las películas del Cine mudo), y cuando estas empiezan a mostrarse, mucha gente empieza a seguir la llamada del canto de sirena y acude a Holy Wood, donde una ciudad surgió de la nada, para apoyar la naciente industria de las Imágenes en Acción.
Victor Tugelbend, un eterno estudiante de la Universidad Invisible, disfruta de una beca de estudios proporcionada por su difunto tío, una de cuyas cláusulas establece que el dinero solamente durará mientras Victor obtenga puntuaciones por encima de 80 (la nota mínima para aprobar es un 88). Victor abandona su vida de estudios dedicada a obtener puntuaciones entre 80 y 87 al ver las imágenes en acción por primera vez, y se muda a Holy Wood a probar suerte en el mundo de las imágenes en acción. Allí se encuentra con humanos, troles, enanos, incluso con esquivos elfos y gnomos, participando de esta nueva industria. Victor (referencia a muchos actores del cine mudo y hablado, pero principalmente a Rodolfo Valentino y Fred Astaire) se convierte con rapidez en la estrella principal, junto con una joven actriz Theda "Ginger" Withel (una mezcla entre Paulette Goddard y Ginger Rogers). La aparición de Y-Voy-A-La-Ruina Escurridizo como un extraño productor cinematográfico, sin escrúpulos pero con un ojo excelente para dar al público lo que quiere. 
Muchos de los animales de la zona comienzan a comportarse como personajes de dibujos animados, obtienen capacidad de razonamiento y son capaces de comunicarse con los seres humanos, aunque el único que les presta atención es Victor, que habiendo estudiado en la Universidad Invisible tiene la rara capacidad de notar las cosas extrañas que pasan en el mundo. 
La invasión cinematográfica en el Mundodisco genera pequeñas rupturas en el espacio tiempo, dejando el camino libre a algunas criaturas de las Dimensiones Mazmorra. Victor, Ginger y Gaspode ("el Perro Maravilla") deberán sumirse en la historia de las imágenes en acción para evitar una hecatombe cósmica.